# 石川準吉 (総務官僚)
石川 準吉（いしかわ じゅんきち、1908年（明治41年）3月14日 - 1989年（平成元年）4月14日）は、日本の官僚、歴史学者。行政管理庁行政管理局長、法学博士。

## 経歴
兵庫県朝来郡生野町（現:朝来市生野町）で、石川伊兵衛の四男として生まれる。第一高等学校を卒業。1932年、東京帝国大学文学部哲学科を卒業。1935年10月、高等試験行政科試験に合格。1936年、内閣に入り内閣調査局属となる。
以後、企画庁属、企画院事務官・内政部勤務、地方事務官・富山県勤務、埼玉県地方課長、同商工課長、奈良県地方課長兼振興課長、静岡県官房主事、企画院調査官、軍需省軍需官などを歴任。
戦後、東北地方行政事務局第一兼第二部長、宮城県経済部長、大阪管区経済調査庁査察部物資課長、東京管区監察局第二部第二課長、岡山地方監察局長、名古屋管区行政監察局第二部長、行政管理庁行政監察局監察審議官などを歴任し、1963年12月、行政管理庁行政管理局長に就任。1964年に退官し、その後、日本電気顧問、阪神外貿埠頭公団監事、日本大学講師など務めた。
また、歴史研究にも取り組み、1959年、著作『生野銀山と生野代官』が日経・経済図書文化賞を受賞し、1962年、「生野代官を中心として観た江戸時代代官制度の研究」により京都大学から法学博士号を授与された。特に官僚時代、国家総動員計画に携わったことから、その記録を取り纏めることを使命として『国家総動員史』全13巻を刊行した。

## 著作
- 『生野銀山と生野代官 生野代官より勘定奉行に対する禀伺とその回答』日本工業新聞社 1959年。
- 『綜合国策と教育改革案 内閣審議会・内閣調査局記録』清水書院、1962年。
- 『江戸時代代官制度の研究 生野代官を中心として観た』日本学術振興会、1963年。
- 『国家総動員史 資料編』全10巻、別巻、国家総動員史刊行会、1975-82年。
- 『国家総動員史』上巻、下巻、国家総動員史刊行会、1983年、1987年。

翻訳
- フランシスク・コワニェ著、編訳『日本鉱物資源に関する覚書』羽田書店、1944年。
  - 『日本鉱物資源に関する覚書 生野銀山建設記』産業経済新聞社、1957年。